# Cité du Vin
La Cité du Vin est un lieu d'exposition sur le thème du vin situé à Bordeaux (quartier de Bacalan).
Son inauguration a lieu le 31 mai 2016 en présence d'Alain Juppé et de François Hollande, et son ouverture au public a lieu le 1er juin 2016.

## Histoire
Le projet d’un centre culturel et touristique du vin démarre en 2009. Une association de préfiguration de La Cité du Vin est créée à cet effet, composée de la région Aquitaine, de Bordeaux Métropole, de la ville de Bordeaux, du Conseil Interprofessionnel du Vin de Bordeaux et de la chambre de commerce et d'industrie de Bordeaux. Elle évalue la faisabilité du projet.
Son but est d’assurer, par la construction d’un monument, intermédiaire entre l'univers du musée et celui du parc à thème, « la transmission, la valorisation et la sauvegarde du patrimoine culturel, universel et vivant du vin. »
En janvier 2015, l’association est remplacée par une Fondation pour la culture et les civilisations du vin qui exploite et assure le développement comme la promotion de l'établissement. Cette fondation est reconnue d'utilité publique. Son conseil d’administration est composé de trois collèges, le collège des fondateurs, le collège des personnalités qualifiées et le collège des amis. Un comité d’orientation culturelle contribue à la définition de ses grandes orientations. La fondation a deux « ambassadeurs » : le comédien Pierre Arditi et le dégustateur, critique de vin, Robert Parker.
Pour parer aux critiques de l’Association nationale de prévention en alcoologie et addictologie (Anpaa), qui voit dans la célébration du vin les méfaits de sa consommation et de ses effets, un amendement à la loi Évin a été voté en 2015 afin de permettre que « les contenus journalistiques ou œnotouristiques  » traitant d’«  une région de production ou du patrimoine culturel, gastronomique ou paysager liés à une boisson alcoolique  » ne soient pas considérés comme de la publicité.
Pour mener à bien ses missions, la fondation est chargée de l'exploitation et du développement de La Cité du Vin, mise à disposition par la ville de Bordeaux, propriétaire du bâtiment.

## Financement

### Construction
Un financement mixte a été mis en place pour la réalisation du projet, avec toutefois un financement public largement majoritaire (81 % contre 19 % pour le financement privé).
Un fonds de dotation a été créé en 2011 pour recueillir les dons privés. Y contribuent notamment de grands viticulteurs bordelais et des mécènes américains par l'intermédiaire d'une fondation spécifique aux États-Unis, American Friends of La Cité du Vin.
Les contributions publiques se répartissent ainsi :
- Ville de Bordeaux : 38 % ;
- Mécenat : 19 %
- Europe : 15 % ;
- Bordeaux Métropole : 10 % ;
- Région Nouvelle-Aquitaine : 7 % ;
- Conseil interprofessionnel du vin de Bordeaux (CIVB) : 7 % ;
- État : 2 % ;
- Département Gironde : 1 % ;
- CCIB : 1 %.

Le coût prévisionnel s'élevait initialement à 63 millions d'euros HT (valeur de janvier 2011). Il a du être sensiblement réévalué du fait d'un dépassement de 17 % du budget initial.
En 2015, le coût définitif se rapproche de 81,1 millions d'euros HT, soit : 
- Ville de Bordeaux (31,1 M€) ;
- Bordeaux Métropole (8,5 M€) ;
- Région (5,5 M€) ;
- CIVB (5,5 M€) ;
- État (2 M€) ;
- Conseil général (1 M€) ;
- CCI de Bordeaux (500 000 €) ;
- Feder (12 M€) ;
- Mécénat (15 M€)[16].

49 des 81 millions d'euros utilisés ont été consacrés à la construction et à l’aménagement scénographique.
Les travaux ont débuté en 2013 à la suite de la pose de la première pierre du bâtiment, mise en scène par le scénographe, Eric Le Collen, au cours de Vinexpo 2013.
Son ouverture a eu lieu le 1er juin 2016, après réception des travaux le 31 mars.

### Fonctionnement
Le modèle économique du fonctionnement de l'établissement table sur un budget annuel de 12 M€, alimenté par la billetterie (450 000 visiteurs par an attendus), par les loyers des gestionnaires extérieurs (restaurant, cave à vin), par la location des salles et de l'auditorium, ainsi que par la vente des produits dérivés dans la boutique gérée par la fondation.
Le mécénat (entreprises et Amis de la Cité) devrait compléter les recettes à hauteur de 1,5 ou 2 M€ par an.
La Cité du Vin devrait employer 250 personnes. Les retombées indirectes de son activité sont estimées à 40 M€ par an.
Dans ce schéma, La Cité du Vin peut espérer fonctionner sans subventions publiques.
Le prix d'entrée (20 euros), inclut la visite du parcours permanent accompagnée du Compagnon de voyage et donne droit à la dégustation d'un verre de vin, au belvédère. L'objectif est d’attirer 450 000 visiteurs par an.
Les visiteurs sont à 74% français et 26 % d'autres nationalités, principalement britanniques, américains, espagnols, suisses, allemands, italiens.

### Renouvellement
En 2023, la Cité du Vin a renouvelé une grande partie de son offre culturelle et de ses équipements afin de maintenir son attractivité, d’améliorer l’expérience et la satisfaction de ses publics et répondre aux enjeux environnementaux et sociétaux actuels. Ce programme appelé Néo-Expérience 2023, a été mis en œuvre grâce au soutien financier de l’Europe et de la Région Nouvelle-Aquitaine dans le cadre de la réponse de l’Union à la pandémie de COVID-19, ainsi qu’aux financements de Bordeaux Métropole, de la Ville de Bordeaux, des mécènes et des ressources propres de la Fondation. Un projet d’envergure qui se traduit notamment par le renouvellement d’une partie de la scénographie, des équipements numériques et des productions multimédia de l’Exposition permanente.

## Projet et architecture
L’emplacement retenu se situe sur le site des anciennes forges du grand port maritime de Bordeaux, dans le nouveau quartier des Bassins à flot, sur l’îlot compris entre le quai Bacalan, l'entrée des écluses et la Garonne.
La forme du bâtiment, toute en rondeurs, à l’extérieur comme à l’intérieur, a été conçue par les architectes de l’agence XTU (Anouk Legendre et Nicolas Desmazières) et par l'agence anglaise de scénographie Casson Mann Limited, qui ont voulu en faire un édifice emblématique à forte visibilité. Les deux agences ont été retenues par concours de maîtrise d’œuvre en mai 2011.
La structure a une forme de cep de vigne noueux « pour rappeler à la fois un vin tournant dans un verre et les remous de la Garonne, qui borde le site ».
L’édifice de 9 000 m3 de béton repose sur 300 pieux en béton descendant jusqu’à 30 mètres de profondeur. La structure est recouverte de 918 panneaux de verre de trois couleurs : vert clair, gris (teinté dans la masse) et doré, et de 2 300 panneaux d’aluminium de tailles différentes. Sa façade est constituée de panneaux de verre sérigraphiés et de panneaux d’aluminium laqués irisés perforés. La tour culmine à 55 mètres. Le bâtiment a une superficie de 13 350 m2, répartis en 8 niveaux différents.
Le rez-de-chaussée, espace de forme arrondie de 4 mètres de hauteur, en accès libre, abrite une vinothèque de 14 000 bouteilles, représentant soixante-dix régions viticoles. L’achat et la dégustation sur place sont possibles dans des espaces de restauration accolés à une boutique souvenirs, exploitée par La Cité du Vin.
Au premier étage, se trouvent les espaces d’expositions temporaires, un salon de lecture, des ateliers découvertes (dégustation, accord mets et vins, etc.), et un auditorium de 250 places accueillant tout au long de l'année des événements et spectacles.
Le second étage, cœur de la visite, accueille le parcours permanent, un voyage immersif à travers le temps et l'espace à la découverte du vin comme patrimoine culturel, universel et vivant : vingt espaces thématiques constituent un parcours de visite d'une durée estimée à deux heures, accompagnée du Compagnon de voyage, outil technologique innovant assurant le déclenchement des contenus multimédias, la traduction labiale en 8 langues et l'accessibilité pour tous publics.
Au 7e étage est installé un restaurant panoramique (Le 7), avec, au 8e étage, un belvédère qui offre, à 35 mètres de haut, une vue panoramique sur la ville et le port de la Lune.

La Cité du Vin vue de la Garonne.
L'ombrière ventilée.
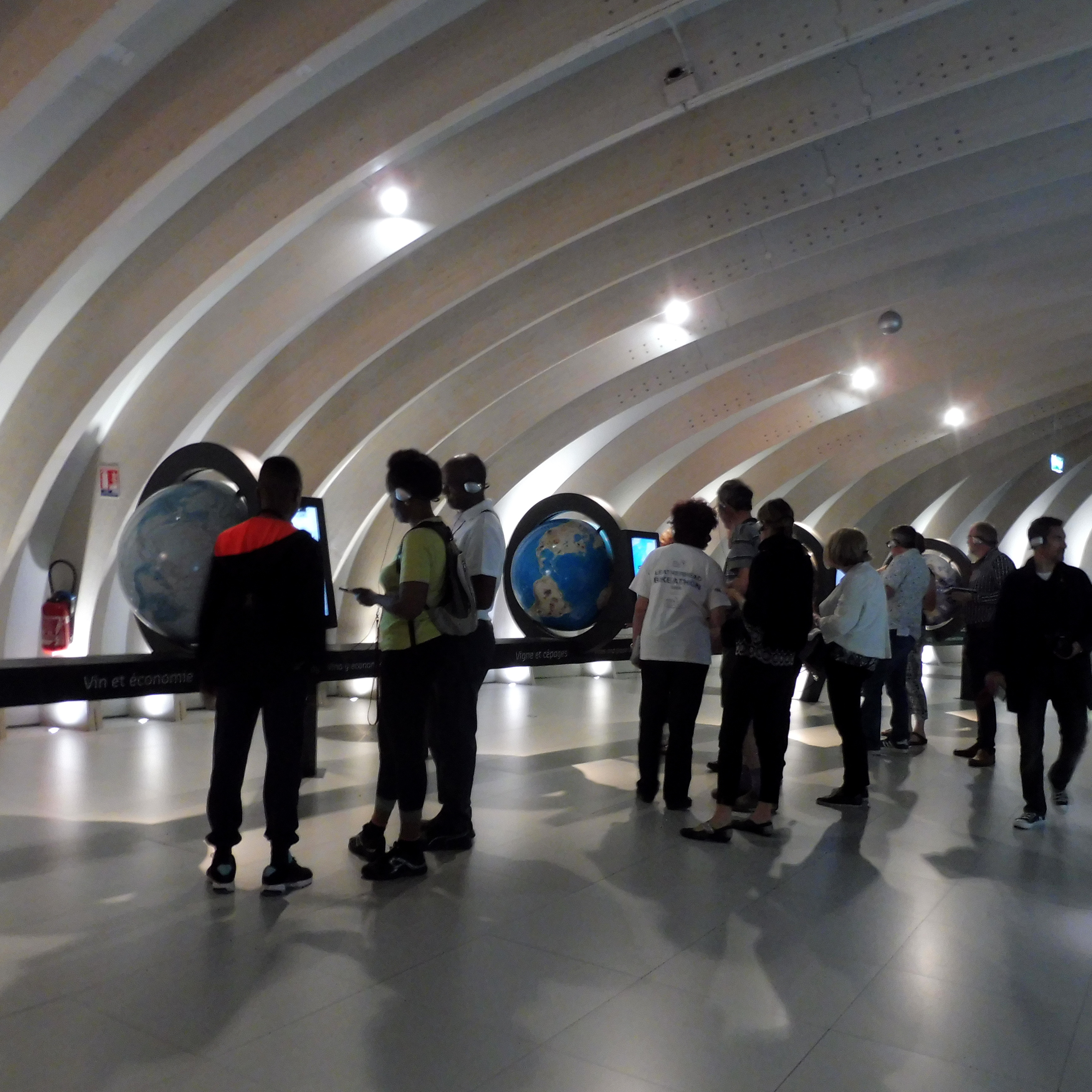
Parcours permanent.
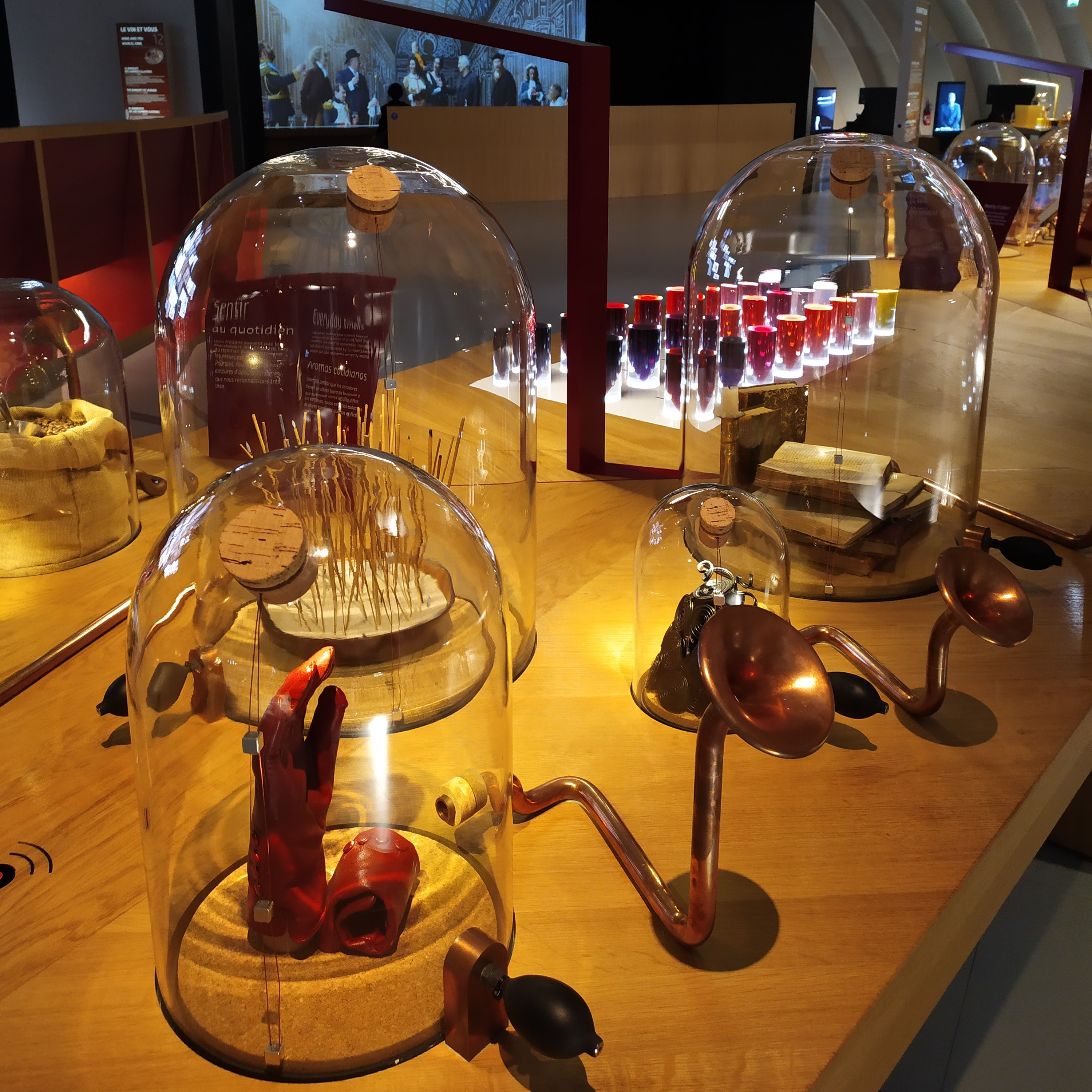
Le buffet des cinq sens.

## Expositions temporaires
Des expositions culturelles y sont organisées depuis 2017 :
- La première exposition, « Bistrot ! De Baudelaire à Picasso », a rendu hommage à ce lieu de rencontre sociale, fréquenté par bourgeois et ouvriers, de la fin du XVIIIe siècle à nos jours. Quatre sections se succédaient : Atmosphère, Atmosphère ; L'ivresse à deux sous ; Magnétismes ; Une bohème de rêve. Plusieurs textes de Baudelaire avaient été enregistrés par des élèves de l'École supérieure de théâtre de Bordeaux-Aquitaine. Dix extraits de films rappelaient l'importance du café au cinéma.
- La deuxième exposition a concerné la Géorgie, berceau de la viticulture. Ouverte du 31 juillet au 5 novembre 2017, avec une scénographie exceptionnelle digne du lieu, conçue par Lina Lopez, muséographe, commissaire indépendante et artiste franco-colombienne[31].
La culture viticole géorgienne est attestée par des découvertes archéologiques datant du néolithique, au VIe millénaire avant notre ère. Dans l'antiquité, la mosaïque de Dzalissa, datée du IIIe siècle, représente Dionysos et Ariane assis à l'ombre d'une vigne[32] ! Au Moyen Âge, le travail méticuleux des ordres monastiques a renforcé la qualité des procédés de vinification. De nos jours, la Géorgie est restée fidèle à sa méthode de vinification dans de grandes jarres enterrées qui donne des vins très particuliers[33] et que L’UNESCO a inscrite au patrimoine culturel immatériel de l’humanité.

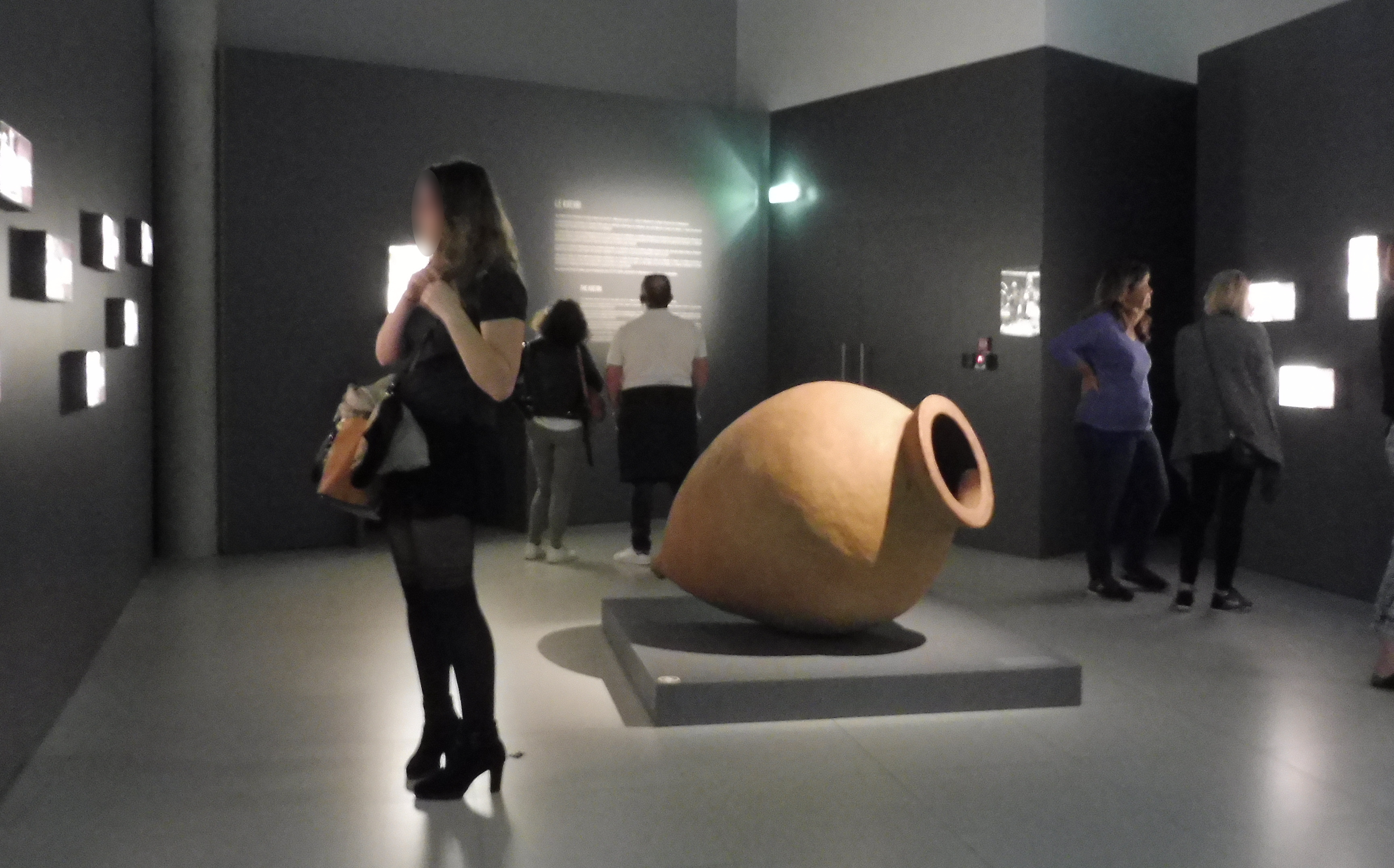
Une des expositions à l'intérieur de la Cité du Vin.
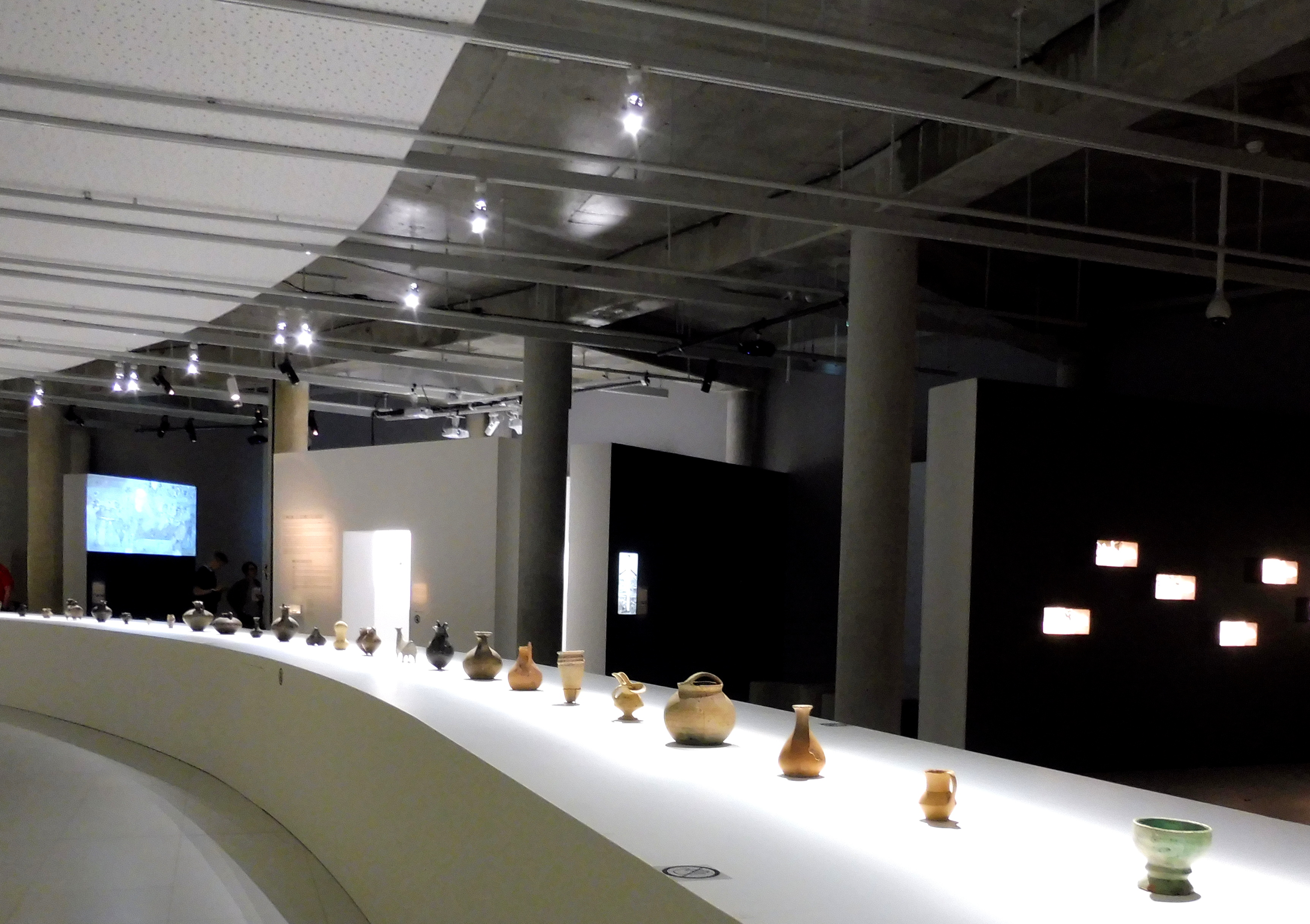
Cinquante récipients vinaires pour 8 000 ans d'histoire de viticulture géorgienne.

- La troisième exposition « Le Vin & la Musique, accords et désaccords (XVIe – XIXe siècles) », ouverte du 23 mars au 24 juin 2018 compte 6 sections thématiques et présente près de 150 œuvres provenant de collections régionales, nationales et européennes. Une sélection de pièces musicales illustrent l'association du vin et de la musique autour de thématiques mythiques, profanes épicuriennes ou moralisantes[34]. Le commissariat de l'exposition a été confié à Florence Gétreau, directrice de recherche émérite au CNRS[34]. La scénographie est conçue par l'architecte-scénographe Loretta Gaïtis.
- Une exposition, à l'été 2021, est consacrée à Dionysos et au mythe d'Ampélos, dans un aller-retour entre œuvres antiques et contemporaines[35],[36].
- Du 15 avril au 28 août 2022 est présentée l'exposition temporaire Picasso, l’effervescence des formes, explorant la place du vin et des alcools populaires dans l’œuvre de Pablo Picasso, à travers une large variété de thématiques et de supports (peintures, dessins, céramiques, films…)[37].

Dans le cadre du renouvellement de son offre, la Cité du Vin propose depuis le 8 avril 2023 un Parcours sensoriel de dégustation, Via Sensoria. Développée par GEDEON Programmes pour la Cité du Vin, l'expérience est une création artistique, numérique, immersive et inédite. Pour sa première édition, "Au rythme des saisons", les visiteurs sont accompagnés par un sommelier dans 4 pavillons oniriques représentant chacun une saison de l'année, et sont invités à déguster un verre de vin (ou une boisson non-alcoolisées) par espace, en lien avec la saison.

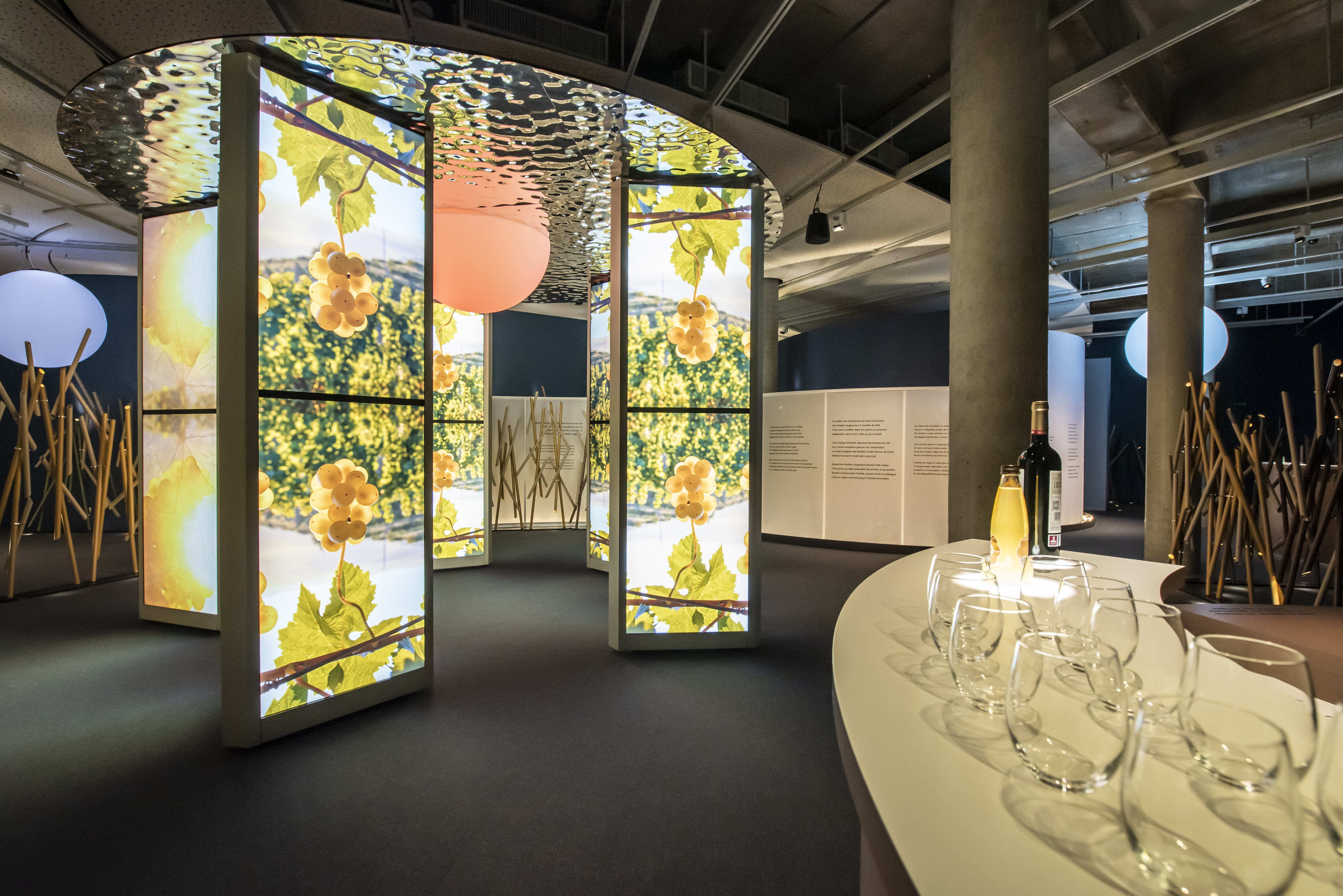
Pavillon de l'Automne / © ANAKA - Cité du Vin - GEDEON Programmes
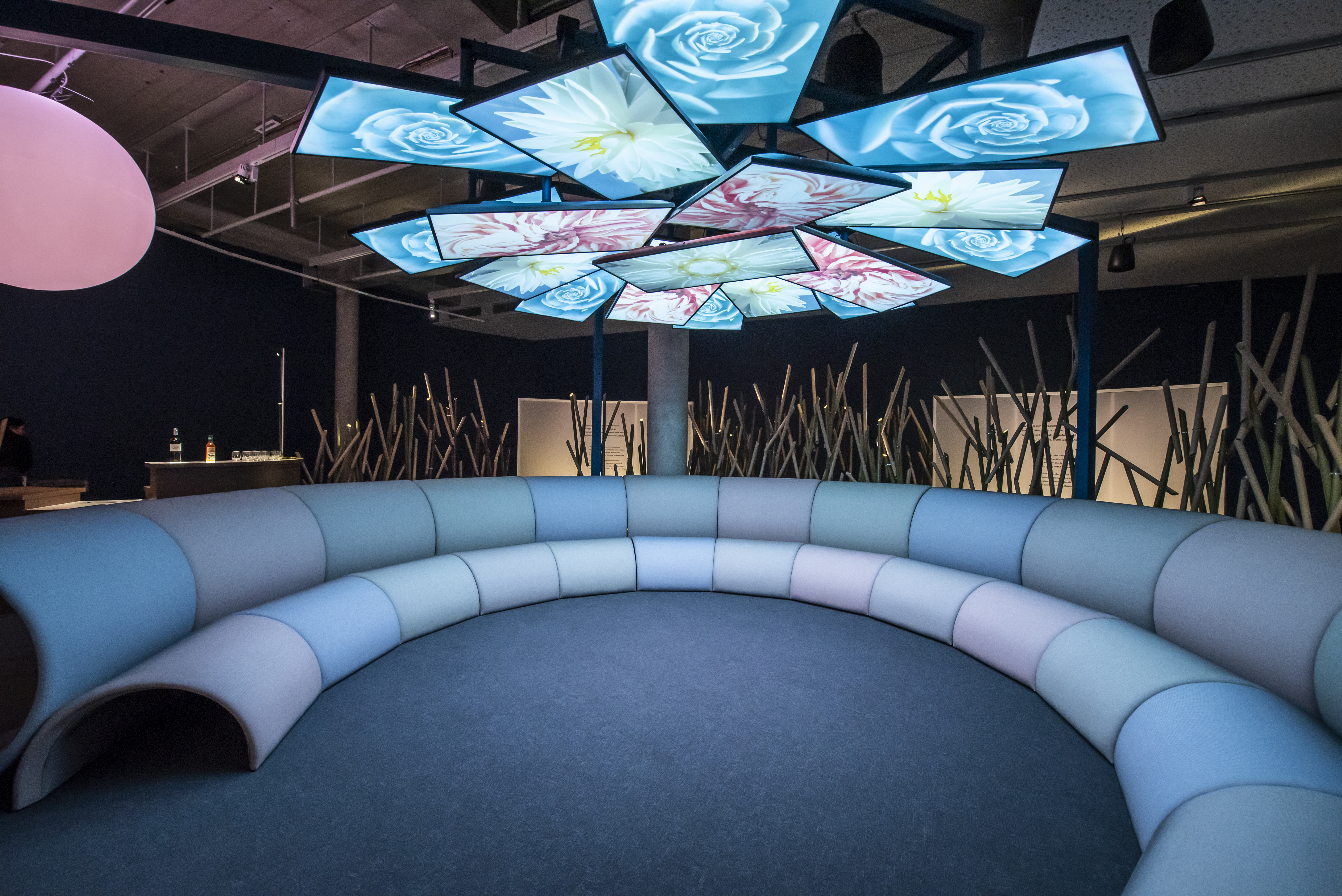
Pavillon du Printemps  / © ANAKA - Cité du Vin - GEDEON Programmes

## Transports
La Cité du Vin est accessible par le tramway (Ligne B) par la station éponyme, par le pont Chaban-Delmas et par les lignes 7 et 32 du réseau TBM. Un arrêt du Batcub est situé à proximité.
Un ponton de 90 mètres donne accès à la Garonne pour des voyages œnotouristiques assurés par l'office de tourisme de Bordeaux vers les vignobles bordelais. Il est composé de deux caissons d'acier de 45 mètres de longueur, pesant chacun 75 tonnes et lestés de 25 tonnes de béton ; sa construction a coûté 1,38 million d'euros.

## Visibilité et fréquentation
Le bâtiment, avec son architecture originale et sa place sur le fleuve, sert rapidement à assurer la promotion de la ville à travers sa communication. En raison de l'utilisation de cette image par la ville, les architectes ont demandé le paiement d'un forfait supplémentaire pour l'exploitation de ce droit à l'image. Un protocole transactionnel a été signé pour 600 000 €.
Le 29 août 2018, la Cité du Vin passe le cap du million de visiteurs accueillis depuis son ouverture et en mai 2022 celui des 2 millions de visiteurs.